# Big Thief
Big Thief is een Amerikaanse indie folkrockband uit Brooklyn, New York. De band werd opgericht in 2015. Na het debuutalbum Masterpiece uit 2016 verliet drummer Jason Burger de band. Anno 2019 bestaat Big Thief uit Adrianne Lenker, Buck Meek, Max Oleartchik en James Krivchenia.

## Discografie

### Albums
- Masterpiece (2016)
- Capacity (2017)
- U.F.O.F. (2019)
- Two Hands (2019)
- Dragon New Warm Mountain I Believe in You (2022)

### Compilaties
- Off You (2021)

### Singles en ep's
- Mother (2016)
- Dandelion (2016)
- Mythological Beauty (2017)
- Shark Smile (Edit) (2017)
- Not (2019)
- Love in Mine (2020)
- Little Things/Sparrow (2021)
- Certainty (2021)
- Change (2021)
- Time Escaping (2021)
- No Reason/Spud Infinity (2021)
- Simulation Swarm (2022)
- Vampire Empire (2023)